# Bükkönyformák
A bükkönyformák (Faboideae) a hüvelyesek (Fabales) rendjébe tartozó pillangósvirágúak (Fabaceae) családjának egyik alcsaládja 478 nemzetséggel, mintegy 14 000 fajjal (2005-ben). Különösen sok fajt számlálnak az alábbi nemzetségek:
- csüdfű (Astragalus),
- csillagfürt (Lupinus),
- lednek (Lathyrus),
- bükköny (Vicia).

A Faboideae alcsalád megnevezésére a Papilionoideae név használatát is megengedi az ICBN, ahogy a 'Leguminosae' név is használható a Fabaceae 'sensu lato' leírására.

## Származásuk, elterjedésük
Az alcsalád kozmopolita, de főleg a mérsékelt égövön él.

## Megjelenésük, felépítésük
Legtöbbjük lágy szárú. A fás szárú bükkönyformák nemzetségei:
- pagodafa (Sophora),
- rekettye (Genista),
- akác (Robinia).

Virágzatuk általában fürt, de lehet fejecske is (lucerna). Szünapomorf jegyük a pillangós virág, aminek pártájában a felálló, néha a többitől eltérő színű felső sziromlevél a „vitorla” (vexillum), a két oldalsó sziromlevél formálja az „evezőket” (ala) és a valamelyest összenőtt két alsó a „csónak” (carina), ami általában magába foglalja a porzó- és a termőtájat is. A virágokban tíz porzót találunk. Ezek állhatnak szabadon (mint például a pagodafa (Sophora) nemzetségben), de össze is forrhatnak – ilyen nemzetségek például a csillagfürt (Lupinus) és a gyalogakác (Amorpha). A leggyakoribb típusban 9 porzószál csővé forr össze és a tizedik (általában a legfelső) áll szabadon. Az alcsalád virágképlete:
{↑ K(5) C5 A10 v. A(10) v. A(9)+1 G(1)}
Az egyetlen termőlevélből, felső állású magházból fejlődő hüvelytermés változatos módokon alakul ki. A leggyakrabban az összenövési vonal (hasi varrat) és a háti főér mentén a csúcstól az alap felé nyílik fel, de lehet még:
- fel nem nyíló hüvely (gyalogakác),
- cikkes hüvely (pagodafa),
- csigavonalszerűen csavarodó hüvely (lucerna).

## Életmódjuk
Az alcsalád fontos jellemzője a nitrogénfixáló képesség: a növényekkel szimbiózisban, azok gyökérgümőiben élő Rhizobium baktériumok megkötik a levegő nitrogénjét. A virágok zigomorf szimmetriája és a nektártermelés biztosítja, hogy a megporzó rovarok (elsősorban a méhek) hozzáérjenek a porzókhoz és a bibéhez.

## Felhasználásuk
Sok haszonnövény tartozik az alcsaládba. Néhány példa:
- szójabab (Glycine max),
- földimogyoró (Arachis hypogaea),
- főzeléklencse (Lens culinaris),
- takarmánylucerna (Medicago sativa),
- veteménybab (Phaseolus vulgaris),
- borsó (Pisum sativum),
- festő indigó (Indigofera tinctoria).